# Dana Elcar
Dana Elcar (* 10. Oktober 1927 in Ferndale, Michigan, als Ibson Dana Elcar; † 6. Juni 2005 in
Ventura, Kalifornien) war ein US-amerikanischer Schauspieler.

## Leben
Seit seinem Fernsehdebüt 1954 spielte Elcar knapp 200 Rollen in Film und Fernsehen. Dabei wirkte er in zahllosen Gastrollen in diversen Serien mit, in Großproduktionen wie 2010 nach Arthur C. Clarke, Komödien wie Solo für zwei (neben Steve Martin) und Buddy, Buddy! (neben Walter Matthau und Jack Lemmon), in Franco Zeffirellis The Champ und als FBI-Agent Polk in der Gaunerkomödie Der Clou (neben Paul Newman und Robert Redford).
Besonders populär wurde er durch seine Serienrollen. Von 1976 bis 1978 spielte er in der Kriegsserie Pazifikgeschwader 214 (Baa Baa Black Sheep) Col. Thomas Lard, den paragraphentreuen Gegenspieler der sympathischen Hauptfigur, die dem US-amerikanischen Marinepiloten Gregory „Pappy“ Boyington (die von Robert Conrad gespielte Figur trug dabei den Namen Boyingtons) nachempfunden war. 1985 wurde er in der Serie MacGyver als Pete Thornton, Direktor der Phoenix-Foundation und damit Vorgesetzter des Titelhelden, besetzt. Zuvor hatte er bereits in der Pilotfolge zur Serie die Rolle eines Sicherheitschefs mit dem Namen Andy Colson gespielt.
Die Figur Pete Thornton wurde so beliebt, dass Elcar ab Beginn der zweiten Staffel die feste Hauptrolle neben Richard Dean Anderson als MacGyver bekam, nachdem er während der ersten Staffel nur ein wiederkehrender Nebendarsteller war.
1991 erkrankte Elcar an der Augenkrankheit Grüner Star (Glaukom), an der er schließlich erblindete. Dennoch übte er seinen Beruf weiterhin aus, der zunehmende Verlust des Augenlichts wurde in seine Rolle bei MacGyver hineingeschrieben. In den folgenden Jahren übernahm Elcar immer wieder Gastrollen in Fernsehserien. Zudem unterrichtete er in einer Schule für blinde Kinder.
Dana Elcar starb 77-jährig an Komplikationen einer Lungenentzündung.

## Filmografie (Auswahl)
- 1962–1965: Preston & Preston (The Defenders, Fernsehserie, 5 Folgen)
- 1966–1967: Dark Shadows (Fernsehserie, 36 Folgen)
- 1968: Der schnellste Weg zum Jenseits (A Lovely Way to Die)
- 1968: Der Frauenmörder von Boston (The Boston Strangler)
- 1969: The Bold Ones: The Protectors (Fernsehserie, Folge 1x00)
- 1969–1971: The Bold Ones: The Lawyers (Fernsehserie, 3 Folgen, verschiedene Rollen)
- 1970: Rauchende Colts (Gunsmoke, Fernsehserie, 2 Folgen)
- 1970: Das Wiegenlied vom Totschlag (Soldier Blue)
- 1971: Kobra, übernehmen Sie (Mission: Impossible, Fernsehserie, Folge 5x02)
- 1971: Rivalen des Todes (A Gunfight)
- 1971: The Bold Ones: The Senator (Fernsehserie, Folge 1x06)
- 1971–1973: Alias Smith und Jones (Alias Smith and Jones, Fernsehserie, zwei Folgen)
- 1972: Der große Minnesota-Überfall (The Great Northfield, Minnesota Raid)
- 1972–1975: Cannon  (Fernsehserie, Folge 1x25 Feindliche Brüder, 2x07 Kein Alibi für Dr. Grant, 5x13/14 Das Komplott)
- 1973: Kung Fu (Fernsehserie, zwei Folgen)
- 1973: Der Clou (The Sting)
- 1973: Columbo: Wein ist dicker als Blut (Any Old Port in a Storm)
- 1973: Die Waltons (The Waltons, Fernsehserie, Folge 2x07 Der Preis)
- 1973: The New Perry Mason (Fernsehserie, 1 Folge)
- 1974: Petrocelli (Fernsehserie, Folge 1x04)
- 1975: Baretta (Fernsehserie, zwölf Folgen)
- 1975: Detektiv Rockford – Anruf genügt  (The Rockford Files, Fernsehserie, Folge 2x06 Der See in der Wüste)
- 1975: Der einsame Job (Report to the Commissioner)
- 1976: Der Tag der Abrechnung (St. Ives)
- 1976–1978: Pazifikgeschwader 214 (Baa Baa Black Sheep, Fernsehserie, 36 Folgen)
- 1978: Der unglaubliche Hulk (The Incredible Hulk) (Fernsehserie, Folge 2x11  Wildfeuer)
- 1979: Colorado Saga (Centennial, Fernsehserie, Folge 1x11 The Winds of Death)
- 1979: Der Champ (The Champ)
- 1979: Good Luck, Miss Wyckoff
- 1980: Die nackte Bombe (The Nude Bomb)
- 1981: Condorman
- 1981: Buddy Buddy
- 1983: Die Football-Prinzessin (Quarterback Princess)
- 1983: Knight Rider (Fernsehserie, Folge 2x04 Merchants of Death)
- 1983: Hart aber herzlich (Hart to Hart, Folge 5x04 Testflug mit Pandora)
- 1983–1985: Trapper John, M.D. (zwei Folgen)
- 1983–1986: Hardcastle & McCormick (1 Folge)
- 1984: Solo für 2 (All of me)
- 1984: 2010: Das Jahr, in dem wir Kontakt aufnehmen (2010: The Year We Make Contact)
- 1984–1985: Das A-Team (The A–Team, Fernsehserie, drei Folgen)
- 1985: Trio mit vier Fäusten (Riptide, Fernsehserie, Folge 2x21: Expedition ins Verderben)
- 1985: Agentin mit Herz (Scarecrow and Mrs. King, Fernsehserie, Folge 2x13 Spiderweb)
- 1985–1992: MacGyver (Fernsehserie, 126 Folgen)
- 1986: Tödliche Parties (Murder in Three Acts)
- 1986: Angst und Einsamkeit (Inside Out)
- 1987: Matlock (Fernsehserie, Folge 1x18)
- 1993: Law & Order (Fernsehserie, Folge 3x19)
- 2002: Emergency Room – Die Notaufnahme (ER, Fernsehserie, Folge 8x13 Damage Is Done)